# ولادیمیر آلیکین
ولادیمیر آلیکین (روسی: Влади́мир Алекса́ндрович Али́кин؛ زادهٔ ۱۰ مهٔ ۱۹۵۷) ورزشکار دوگانه اهل روسیه است.